# Hold Your Man
 Hold Your Man és una pel·lícula estatunidenca dirigida per Sam Wood i estrenada el 1933.

## Argument
Eddie Hall, un petit lladregot sense envergadura, es refugia a casa de Ruby Adams, per escapar-se de la policia. Fent-se passar pel seu marit, intenta fer cantar Al Simpson, el promès de Ruby. El mata accidentalment. Pres del pànic, Eddie se salva, mentre que Ruby és detinguda i és conduïda a una presó per a dones.

## Repartiment
- Jean Harlow: Ruby Adams
- Clark Gable: Eddie Hall
- Stuart Erwin: Al Simpson
- Dorothy Burgess: Gypsy Angecon
- Muriel Kirkland: Bertha Dillion
- Garry Owen: Slim
- Barbara Barondess: Sadie Cline
- Inez Courtney: Mazie
- Blanche Friderici: Mrs Wagner
- Helen Shipman: Miss Davis
- Guy Kibbee
- Louise Beavers
- Paul Hurst
- Joe Sawyer
- Henry B. Walthall

## Producció
Hold Your Man – elsun títol treballat pel que era "Black Orange Blossoms", "He Was Her Man" i "Nora" – va estar en producció des del 16 d'abril fins al maig de 1933.
Harlow i Gable van fer sis pel·lícules junts, i Hold Your Man va ser la tercera, seguint  l'èxit de Red Dust (1932). L'escriptora Anita Loos també va tenir una àmplia relació laborable  amb Harlow: va ser la segona de cinc pel·lícules que van fer junts, la primera Red-Headed Woman. Sota el regnat de la Hays Office, Loos va ser forçada per Louis B. Mayer, el cap de la MGM, a castigar el paper de Harlow  pels seus pecats (sexe pre- marital entre ells), per això Ruby s'està un temps en un reformatori, i també fer què Ruby i Eddie s'hagin de casar. Harlow i Gable van fer altres pel·lícules juntes com The Secret Six i China Seas, totes dues amb Wallace Beery, Wife vs. Secretary amb Myrna Loy i James Stewart, i Saratoga amb Lionel Barrymore.

## Rebuda
A Variety un crític va escriure "les seqüències primeres tenen abundància de gingebre, però els detalls tòrrids són gestionats amb discreció mentre fan el màxim d'efecte." I Frank Nugent a The New York Times va escriure "La transició sobtada del dur-bullit i ocurrent idil·li a penitència sentimental proporciona una sacsejada."
No obstant això, els crítics van elogiar Harlow i Gable, i la pel·lícula va ser un  èxit de taquilla, aconseguint 1,1 milions de dòlars (654.000$  als EUA i Canadà i 419.000$ en altres llocs) per un pressupost de 260.000$—un benefici de 433.000$.
Harlow era a la seva manera la més gran estrella de Hollywood, i la seva pròxima pel·lícula, Bombshell (1933), ni tan sols necessitaria una estrella masculina per portar la pel·lícula.